# Мартин I (король Сицилії)
Мартин Ι (ісп. Martín I de Sicilia; 1374\1376 — 25 липня 1409) — Король Сицилії й спадкоємець Арагонського престолу. Єдиний син короля Арагону Мартина Ι і його першої дружини Марії, що дожив до дорослого віку.

## Біографія
У 1389, 1390 або 1392 році Мартин одружився з Марією Сицилійською. 1392 року він разом з Марією прибув на Сицилію на чолі війська і розбив бунтівних баронів. У 1394 році у Мартіна і Марії народився син Педро, який помер у 1400 році.
Мартин правив Сицилією разом з Марією до її смерті в Лентіні 25 травня 1401 (чи 1402) року. Після цього він відкинув договір 1372 року (за яким Сицилія беззастережно закріплювалася за нащадками Федеріго II) і став правити країною одноосібно.
Педро — син Мартина і Марії — помер немовлям у 1400 році, і це створило проблеми для Мартина, бо він правив Сицилією за правом своєї дружини. Згідно з останньою волею Федеріго III, у випадку, якщо у Марії не залишиться законного спадкоємця, то спадкоємцем буде призначено його незаконного сина Вільяма Арагонського, графа Мальти. Вільям помер 1380 року, а його донька Жанна Арагонська вийшла заміж за сицилійського дворянина П'єтро ді Джоєні. Жанна не стала пред'являти права на престол, і Мартин став законним королем.
Після смерті Марії Мартин у 1402 році одружився (21 травня — через представника, в Катанії, а 26 грудня — особисто) з Бланкою, майбутньою королевою Наварри з династії Евре. 1403 року в них народився син Мартин, який помер у 1407 році. У результаті двох шлюбів у Мартина залишився тільки незаконний син — Фадрік.
Від часів правління Хайме II Арагон намагався підкорити Сардинію, і поступово завоював майже весь острів. Однак у 1380-х, під час правління Педро IV, його незалежне володіння Арборея стало оплотом опору, і Елеонора Арборейська швидко визволила від арагонців майже весь острів.
Мартин-старший, який був тоді вже королем Арагону, відправив Мартина, свого сина, знову завоювати Сардинію. Перед своєю смертю в 1409 році Мартин виграв битву біля Санлурі, вибивши з острова союзників сардинців — генуезців, і полонивши величезне число знатних сардинців. Це призвело до втрати незалежності Сардинією.
У зв'язку з тим, що після смерті Мартина-молодшого у нього не залишилося законних спадкоємців, королівство Сицилія успадкував його батько, король Арагону Мартин I, який став правити Сицилією під ім'ям Мартин II.

## Сім'я

### Дружини
1. Марія Ι (1363—1401) королева Сицилії. Донька короля Сицилії Федеріго ΙΙΙ і його першої дружини Констанції.
2. Бланка Ι (1387—1441) королева Наварри. Донька короля Наварри Карла ΙΙΙ.

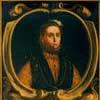
Марія Ι

### Діти
- Від Марії Ι

1. Педро (1394—1400)

- Від Бланки Ι

1. Дочка (1403)
2. Мартин (1406—1407)